# Meine Welt
Meine Welt – debiutancki album Yvonne Catterfeld wydany 1 grudnia 2003 roku. Uzyskał w Niemczech status platynowej płyty.

## Lista utworów
1. Für dich - 04:28
2. Abendstern - 03:32
3. Niemand sonst - 03:33
4. Wenn du mich berűhst - 03:44
5. Blaue Augen - 04:19
6. Die Welt steht still - 04:21
7. Gefühle - 03:38
8. Sag mir - 04:30
9. Manchmal - 03:36
10. Unendlich weit - 03:47
11. Verwelkt - 03:39
12. Komm Züruck zu mir - 04:24
13. Niemandsland (z Udo Lindenbergiem) - 03:52
14. Regenbogen - 04:10
15. Wahre Helden - 04:00
16. If I could - 03:33
17. If you - 04:30